# Dick Crealy
Richard Dick Crealy (Sydney, 18 settembre 1944) è un ex tennista australiano.

## Carriera
Tennista dotato di un ottimo rovescio e un forte servizio, grazie anche ai quasi due metri d'altezza, ha ottenuto buoni risultati sia in singolare che nel doppio.
Nel singolare ha vinto due titoli su terra battuta, nei tornei dello Slam ha raggiunto i risultati migliori in Australia. Ha infatti raggiunto la finale del torneo nel 1970 oltre ad una semifinale e tre quarti di finale.
Nel doppio conquista tre titoli dello Slam, durante gli Australian Open 1968 vince infatti sia il doppio maschile insieme a Allan Stone che il misto insieme a Billie Jean King mentre l'ultimo titolo arriva al Roland Garros 1974 con Onny Parun.
In Coppa Davis ha giocato sei match con la squadra australiana vincendone quattro.

## Statistiche

### Singolare

#### Vittorie (2)
| Numero | Data           | Torneo               | Superficie  | Avversario in finale | Punteggio   |
| 1.     | 11 luglio 1970 | Swedish Open, Båstad | Terra rossa | Georges Goven        | 6–3 6–1 6–1 |
| 2.     | 28 marzo 1975  | ATP Nizza, Nizza     | Terra rossa | Iván Molina          | 7–6 6–4 6–3 |

### Doppio

#### Vittorie (6)
| Numero | Anno | Torneo                        | Superficie  | Compagno      | Avversari in finale            | Punteggio               |
| 1.     | 1968 | Australian Open, Melbourne    | Erba        | Allan Stone   | Terry Addison Ray Keldie       | 10-8, 6-4, 6-3          |
| 2.     | 1970 | Phoenix Open, Phoenix         | Cemento     | Ray Ruffels   | Jan Kodeš Charlie Pasarell     | 7-6, 6-3                |
| 3.     | 1970 | Swedish Open, Båstad          | Terra rossa | Allan Stone   | Željko Franulović Jan Kodeš    | 6-2, 2-6, 12-10         |
| 4.     | 1974 | Open di Francia, Parigi       | Terra rossa | Onny Parun    | Bob Lutz Stan Smith            | 6–3, 6–2, 3–6, 5–7, 6–1 |
| 5.     | 1974 | Hampstead WCT, St. Petersburg | Cemento     | Jeff Borowiak | Ross Case Geoff Masters        | 6-7, 6-4, 6-4           |
| 6.     | 1975 | Baltimore WCT, Baltimora      | Sintetico   | Ray Ruffels   | Ismail El Shafei Frew McMillan | 6–4, 6–3                |